# Lanark (Illinois)
Lanark és una ciutat del Comtat de Carroll (Illinois) dels Estats Units d'Amèrica.

## Demografia
Segons el cens del 2000 tenia 1.584 habitants., 644 habitatges, i 441 famílies. La densitat de població era de 588,1 habitants/km².
Dels 644 habitatges en un 31,8% hi vivien nens de menys de 18 anys, en un 57% hi vivien parelles casades, en un 9% dones solteres, i en un 31,4% no eren unitats familiars. En el 27,2% dels habitatges hi vivien persones soles el 16% de les quals corresponia a persones de 65 anys o més que vivien soles. El nombre mitjà de persones vivint en cada habitatge era de 2,43 i el nombre mitjà de persones que vivien en cada família era de 2,96.
Per edats la població es repartia de la següent manera: un 25,6% tenia menys de 18 anys, un 6,3% entre 18 i 24, un 28,7% entre 25 i 44, un 21,4% de 45 a 60 i un 18% 65 anys o més.
L'edat mediana era de 39 anys. Per cada 100 dones de 18 o més anys hi havia 88,9 homes.
La renda mediana per habitatge era de 35.500 $ i la renda mediana per família de 45.800 $. Els homes tenien una renda mediana de 31.705 $ mentre que les dones 21.576 $. La renda per capita de la població era de 17.518 $. Aproximadament el 5,6% de les famílies i el 8% de la població estaven per davall del llindar de pobresa.

## Poblacions properes
El següent diagrama mostra les poblacions més properes.